# Чіпвіан 201A
Чіпвіан 201A (англ. Chipewyan 201A) — індіанська резервація в Канаді, у провінції Альберта, у межах спеціалізованого муніципалітету Вуд-Баффало.

## Населення
За даними перепису 2016 року, індіанська резервація не мала постійного населення.

## Клімат
Середня річна температура становить -1,4°C, середня максимальна – 20,9°C, а середня мінімальна – -27°C. Середня річна кількість опадів – 393 мм.
| Клімат поселення                              | Клімат поселення | Клімат поселення | Клімат поселення | Клімат поселення | Клімат поселення | Клімат поселення | Клімат поселення | Клімат поселення | Клімат поселення | Клімат поселення | Клімат поселення | Клімат поселення | Клімат поселення |
| Показник                                      | Січ.             | Лют.             | Бер.             | Квіт.            | Трав.            | Черв.            | Лип.             | Серп.            | Вер.             | Жовт.            | Лист.            | Груд.            |                  |
| Середній максимум, °C                         | −16,04           | −12,42           | −6,1             | 4,00             | 12,37            | 19,75            | 20,90            | 19,21            | 12,80            | 5,49             | −5,79            | −14,56           |                  |
| Середня температура, °C                       | −21,51           | −17,9            | −11,57           | −1,47            | 6,90             | 14,29            | 17,00            | 15,32            | 8,91             | 1,60             | −9,69            | −18,46           |                  |
| Середній мінімум, °C                          | −26,98           | −23,37           | −17,05           | −6,94            | 1,44             | 8,82             | 13,08            | 11,42            | 4,99             | −2,32            | −13,6            | −22,37           |                  |
| Норма опадів, мм                              | 20               | 17               | 19               | 18               | 26               | 47               | 68               | 53               | 45               | 34               | 25               | 21               |                  |
| Середньомісячна швидкість вітру, м/с          | 2.40             | 2.51             | 2.90             | 3.10             | 3.23             | 3.00             | 2.80             | 2.77             | 2.91             | 2.97             | 2.70             | 2.40             |                  |
| Середньомісячна сонячна радіація, кДж/м²·день | 1904             | 4939             | 10883            | 17117            | 21073            | 22421            | 21007            | 16443            | 10214            | 5110             | 2176             | 1180             |                  |
| --------------------------------------------- | ---------------- | ---------------- | ---------------- | ---------------- | ---------------- | ---------------- | ---------------- | ---------------- | ---------------- | ---------------- | ---------------- | ---------------- | ---------------- |
| Джерело:                                      |                  |                  |                  |                  |                  |                  |                  |                  |                  |                  |                  |                  |                  |